# Алехандро Де ла Сота (футболіст)
Алехандро Де ла Сота Ейсагірре (ісп. Alejandro de la Sota Eizaguirre), — баскський футболіст, засновник клубу «Атлетик» з Більбао. Був нападником та капітаном команди. Сьомий, найуспішніший та впливовіший, президент першого футбольного клубу басків.
Один з перших футболістів новоствореної баскської команди. Був в числі 33 сосіос (співзасновників) футбольного клубу, в 1901 році, на перших історичних зборах в кафе «García de la Gran Vía». Сьомий президент клубу правив з 1911 по 1917 роки, за його кермування клуб добився найбільших своїх економічних та спортивних успіхів. Було споруджено Стадіон Святого Мамаса та створена концепція кантери басків (участь в команді виключно басків футболістів родом з Бізкаї)
Алехандро Де ла Сота родився в найбагатшій та найвпливовішій в Країні Басків та на всіх Піренеях — Родині Де ла Сота. Як капітан команди тричі здобував тогочасний головний трофей іспанського футболу — Кубок Короля (Кубок дель Рей), вважався граючим президентом й одним з тренерів команди.
Закінчивши кар'єру футболіста, Алехандро перейшов працювати у свій клуб. Ймовірно його так делегувала Родина Де ла Сота, найбагатша на всьому узбережжі Бізкайської затоки. Його родина, окрім накопичування багатств, опікувалася численними культурними та національними баскськими організаціями, виділяючи чверть своїх прибутків на різні їхні акції. Іспанський та інші уряди Європи вважали їх найвпливовішими магнатами, на яких тримається баскський революційний та національний рух. Вивчений своїм баскським традиціям, Алехандро продовжував їх та втілював у своєму клубі. За його безпосередньої участі була припинена участь футболістів легіонерів в команді, ба більше - обумовлено, що тільки корінні баски зможуть грати за головну команду басків. І цій традиції баски дотримуються більше сотні років.
Маючи чимало знайомих в економічних та вищих колах баскського суспільства, Алехандро заручився їх підтримкою в плані розбудови клубу: за його правління сосіос (членів) клубу збільшилося в кілька разів. Крім того, йому вдалося віднайти кошти для побудови нового стадіону в Більбао. І за рік-два, поруч церкви Святого Мамаса постав найбільший (на той час в Іспанії) футбольний стадіон.
В часи громадянської війни в Іспанії сліди Алехандро загубилися. Зважаючи на експропріацію всіх статків Родини Де ля Сота, та переслідування їх іспанським урядом ймовірно, що Алехандро загинув.

## Титули
- Володар Кубка Іспанії (3): 1902, 1903, 1904